# Беккафуми, Доменико
Доменико Беккафуми, настоящее имя Доменико ди Джакомо ди Паче (итал. Domenico di Giacomo di Pace, 1486, Монтаперти (ныне Кастельнуово-Берарденга, провинция Сиена) — 18 мая 1551, Сиена) — живописец итальянского маньеризма сиенской школы, архитектор, скульптор и гравёр по дереву в технике кьяроскуро. Известен также под прозванием Мекерино, или Мекарино (итал. Mecherino, Mecarino — «Маленький Мекеро»).
Сын Джакомо ди Паче, крестьянина, работавшего в имении Лоренцо Беккафуми (откуда произошла фамилия художника), который, по свидетельству Дж. Вазари (Жизнеописания наиболее знаменитых живописцев, ваятелей и зодчих; 1550), увидев художественные способности ребёнка, привёл его в дом, заставил учиться, а затем направил к сиенскому мастеру Мекеро (отсюда прозвание — Мекерино или иль-Мекарино).
Посещение Рима и, особенно, Флоренции в 1509 году оказало огромное влияние на Беккафуми, который, будучи ещё молодым человеком, проникся творчеством Рафаэля и Микеланджело. Поэтому можно утверждать, что формирование Беккафуми-художника проходило в духовной атмосфере искусства флорентийской школы. Фрески Станца делла Сеньятура Рафаэля, Сикстинского плафона Микеланджело, Виллы Фарнезина Бальдассаре Перуцци дали молодому художнику образцы для подражания, что очевидно на примере ранних произведений Беккафуми 1513—1514 годов. Выразительные жесты, контрасты светотени: сумерками тени и яркими красками света, раскрывают в этих работах определённый маньеристский стиль, позднее названный «тосканской манерой».
По возвращении в Сиену художник много работал для городских церквей: фрески Оратория Сан-Бернардино, павимент (мозаичный пол) Сиенского собора, росписи церкви Сан Мартино (1519—1523). Около 1519 года, предположительно, Беккафуми совершил второе путешествие в Рим. Не исключено, что вторичное влияние мощного искусства Микеланджело, присутствовавшего во Флоренции в то десятилетие, может объяснить почти скульптурное ощущение объемов по отношению к пространству и свету в зрелых произведениях Беккафуми.
В 1529—1535 годах Доменико Беккафуми расписывал свод Зала Консистории (Sala del Concistoro) Палаццо Публико в Сиене. «После его смерти в 1551 году исчезает последний достойный представитель живописной традиции, которая на протяжении трёх столетий умела выражать особый дух города Сиены с чрезвычайной связностью языка и часто с высокими результатами».
Беккафуми был также известным гравёром, хотя считается, что цветная гравюра на дереве в манере кьяроскуро в Сиене не получила распространения. Среди дошедших до нас гравюр Беккафуми имеется серия из десяти небольших гравюр на дереве, которые в некоторой степени предвосхищают манеру Пармиджанино (Passavant, VI, стр. 151, одна подписана «Мекаринус сиенец сочинитель (виновник)» (Mecarinus de Senis inventor s[culpsit]). Непосредственное знакомство с Уго да Карпи, изобретателем этой техники, во время предполагаемой поездки в Рим в 1519 году, могло стать главной причиной обращения Беккафуми к гравюре. Еще две гравюры можно датировать третьим десятилетием века. Причём в отличие от Антонио да Тренто, который воспроизводил работы других художников, сиенский мастер следовал собственной концепции, разработанной им в «светотеневой живописи».

## Наследие
Помимо Сиены, произведения Беккафуми хранятся в музеях Рима, Флоренции, Пизы, Парижа, Лондона, Мадрида, Лос-Анджелеса, Нового Орлеана. Картина «Мистическое обручение Святой Екатерины» (ок. 1521) находится в Санкт-Петербургском Эрмитаже.
Из скульптур Беккафуми наиболее известны восемь ангелов из бронзы в Сиенском соборе.

## Галерея

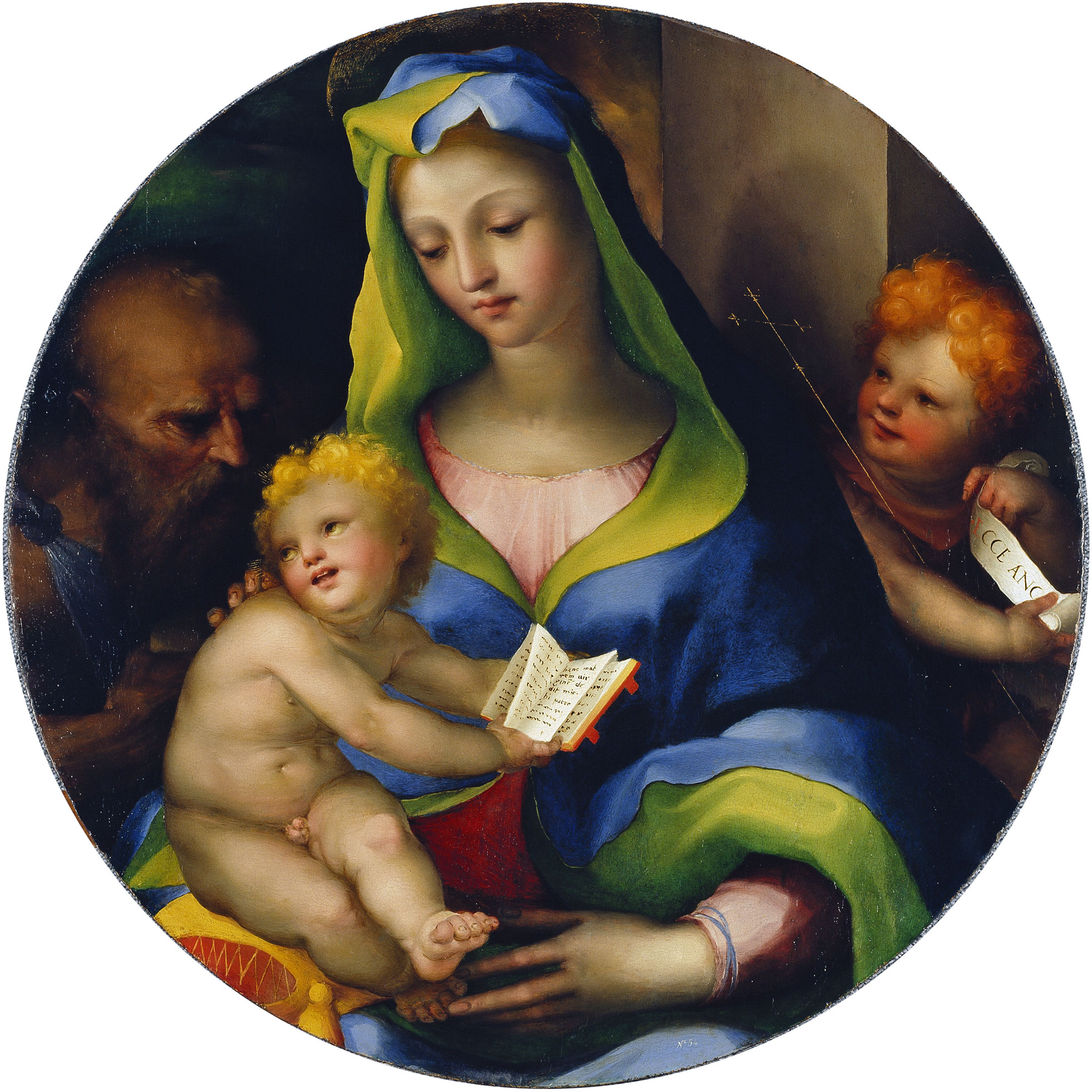
Святая Мария с Младенцем и  Иеронимом Стридонским. Ок. 1523. Музей Тиссена-Борнемисы, Мадрид
Мадонна на троне. 1537. Ораторий Сан-Бернардино, Сиена
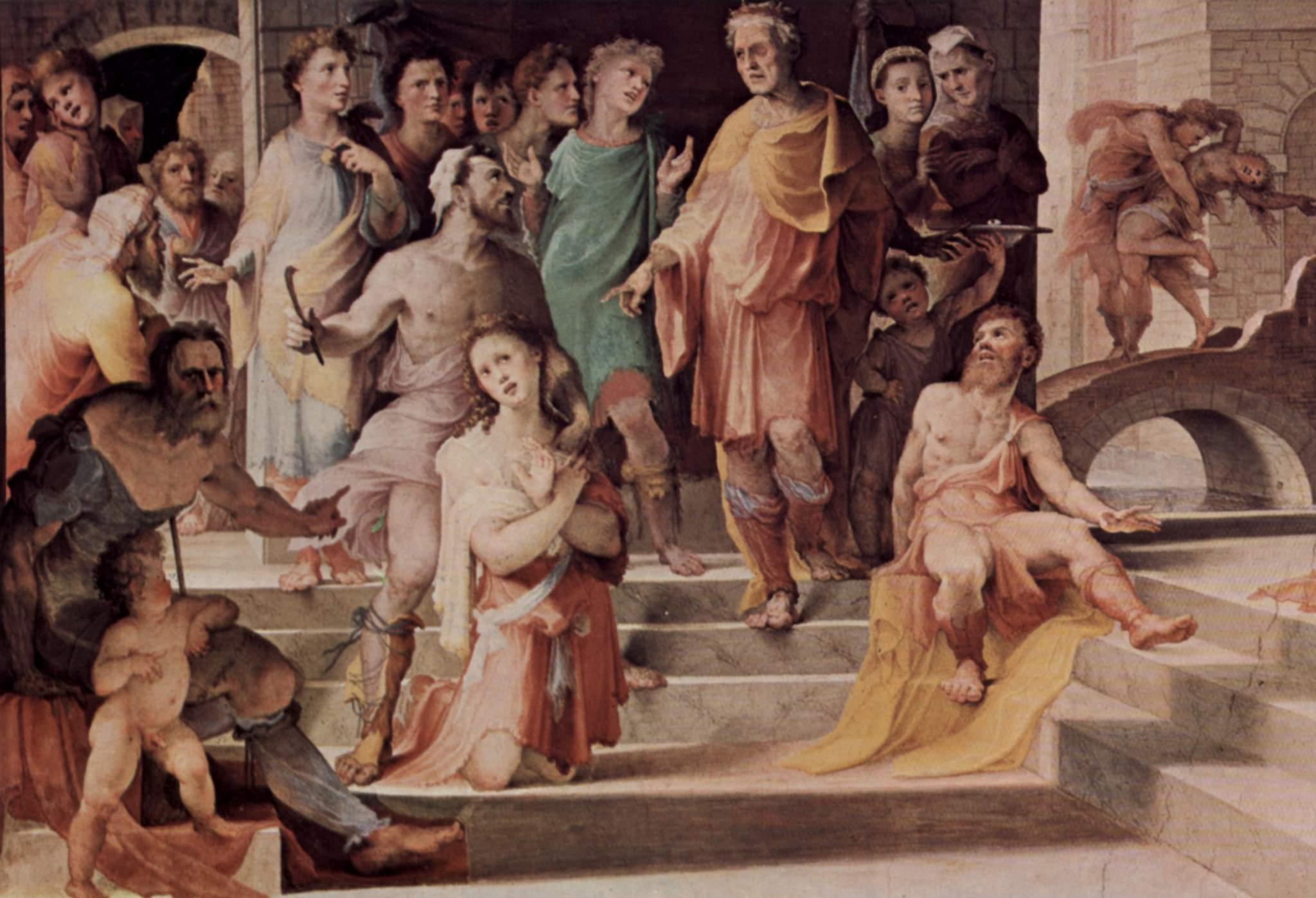
Жертвоприношение Селевка. Роспись свода Зала Консистории  Палаццо Публико в Сиене. 1529—1535
Апостол, держащий книгу. Кьяроскуро. 1500
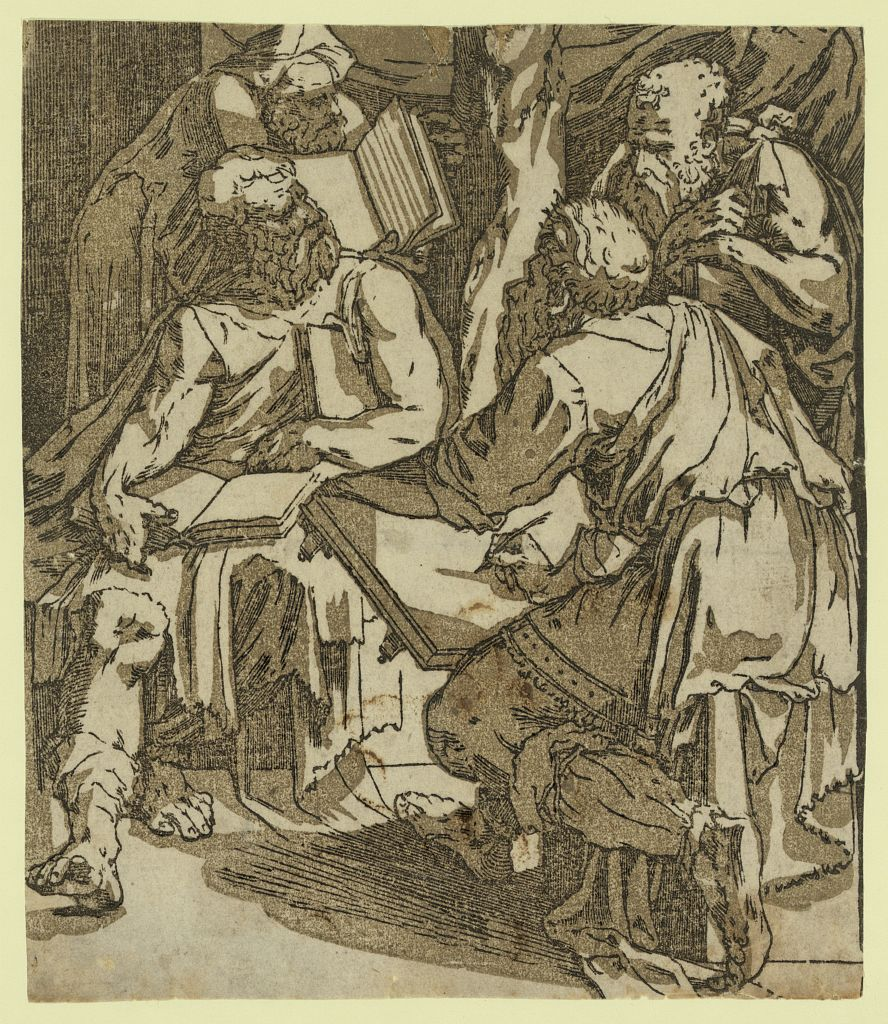
Учителя церкви. Кьяроскуро. 1500
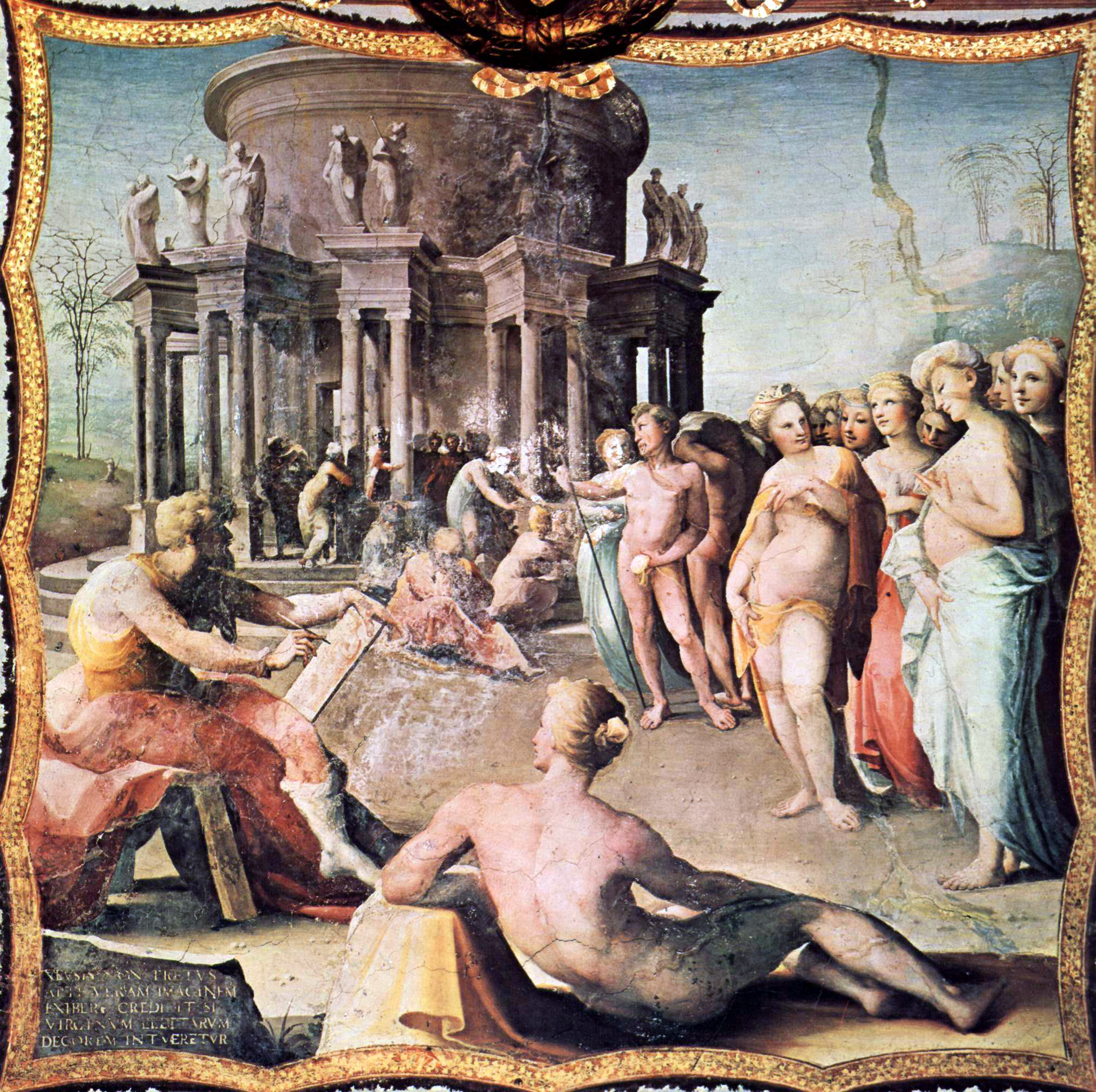
Зевксис пишет портрет Елены Прекрасной для Храма Геры в Кротоне. Фреска в Палаццо Касини, Сиена. 1524—1525